# 2005 HC4
2005 HC4 è un asteroide Apollo con valore del perielio molto basso: è tra tutti i corpi celesti conosciuti, quello che passa più vicino al Sole. La sua orbita è molto eccentrica, a tal punto che lo porta ad attraversare tutte e quattro le orbite dei pianeti rocciosi.

## Osservazioni
L'asteroide è stato osservato per un periodo di 12 giorni in totale durante il 2005 e non si conoscono bene le sue caratteristiche fisiche; si stima abbia un diametro compreso tra i 200 e i 500 metri, ma non si conosce né l'albedo né il tipo spettrale.

## Passaggi ravvicinati
Non ci sono particolari rischi d'impatto con la Terra; il punto di minima distanza con la Terra si stima nel 2074 a circa 0,05 UA (poco più di 7 milioni di km). Tuttavia, incontra anche gli altri 3 pianeti rocciosi nelle sue orbite, passando a meno di 500000 km da Venere nel 2078.